# Deutsche Fußballmeisterschaft 1909/1910
Osmý ročník Deutsche Fußballmeisterschaft (Německého fotbalového mistrovství) se konal od 10. dubna do 15. května 1910.
Turnaje se zúčastnilo nově devět klubů. Vítězem turnaje se stal poprvé klub Karlsruher FV, který porazil ve finále v prodloužení Holstein Kiel 1:0.